# Référendum autrichien de 1938
Un référendum sur l'Anschluss s'est tenu en Autriche le 10 avril 1938, en même temps que les élections législatives organisées en Allemagne. Les troupes allemandes occupaient déjà l'Autriche depuis le 12 mars 1938. D'après les résultats officiels, la participation fut de 99,71% et l'Anschluss fut approuvé par 99,73% des votants.

## Contexte

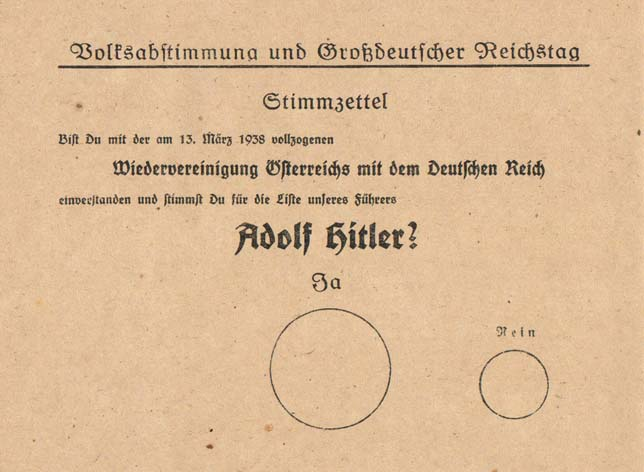
Bulletin de vote

À la fin de la Première Guerre mondiale, la république d'Autriche allemande fut proclamée et se déclara souveraine sur les territoires à majorité allemande de l'ancien empire des Habsbourg. Selon sa constitution provisoire, l'Autriche déclarait faire partie de la république allemande nouvellement proclamée. Lors de plébiscites organisés en 1921, le Tyrol et Salzbourg votèrent massivement pour l'unification avec l'Allemagne (à 98,77% et 99,11% respectivement).
Cependant, en septembre 1919, l'Autriche dut signer le traité de Saint-Germain, entérinant de grandes pertes territoriales et changeant son nom d'"Autriche allemande" en "Autriche". De plus l'article 88 du traité stipulait que l'indépendance de l'Autriche était inaliénable, empêchant toute unification future de l'Autriche avec l'Allemagne. 
Au cours des années 1930, les nazis autrichiens connaissent une progression électorale notable. Des fortes tensions apparaissent, notamment avec les socialistes, débouchant sur la guerre civile autrichienne. Une dictature cléricalo-fasciste est mise en place par le chancelier Engelbert Dollfuss. En 1934, les nazis autrichiens tentent un coup d'état au cours duquel ils assassinent Dollfuss, mais leur prise de pouvoir échoue. Adolf Hitler n'ose pas intervenir pour ne pas dégrader les relations de l'Allemagne avec l'Italie de Mussolini qui garantit l'indépendance de l'Autriche. Finalement en 1937, Mussolini déclare à Ribbentrop que les évènements en Autriche peuvent suivre leur cours naturel. 
Début 1938, le chancelier fédéral autrichien Schuschnigg tente de maintenir l'indépendance de l'Autriche, malgré les pressions d'Hitler et des nazis autrichiens. Le 11 mars 1938, le chancelier démissionne après avoir voulu organiser un référendum sur l'indépendance de l'Autriche. Ne voulant pas de la tenue d'un tel scrutin, Hitler décide d'envahir l'Autriche le lendemain. Le 13 mars, Hitler charge le gauleiter du Reichsgau de Sarre-Palatinat, Josef Bürckel, d'organiser un plébiscite « libre et au vote secret » le 10 avril 1938.
Pendant les semaines précédant le référendum, les nazis firent campagne en utilisant des affiches anti-sémites et anti-catholiques. Les directeurs de la campagne rapportèrent qu'il n'y avait aucune opposition au référendum. Ce référendum était soutenu par le Parti social-démocrate d'Autriche de Karl Renner et par le cardinal Theodor Innitzer, le plus haut représentant de l'Église catholique romaine en Autriche.
La question posée aux électeurs est « Acceptes-tu la réunification de l'Autriche avec le Reich allemand qui a été actée le 13 mars 1938 et votes-tu pour la liste de notre führer Adolf Hitler? ».

## Résultats
| Choix                     | Votes     | %     |
| ------------------------- | --------- | ----- |
| Pour                      | 4 453 912 | 99,73 |
| Contre                    | 11 929    | 0,27  |
|                           |           |       |
| Votes valides             | 4 465 841 | 99,87 |
| Votes blancs et invalides | 5 777     | 0,13  |
| Total                     | 4 471 618 | 100   |
| Abstention                | 12 999    | 0,29  |
| Inscrits/Participation    | 4 484 617 | 99,71 |